# The Verve
The Verve (рус. Верв — «живость, энергия») — британская рок-группа, образованная в 1990 году в Уигане, Большой Манчестер, Англия и распадавшаяся трижды, последний раз — в 2009 году. После распада большинство участников группы занялись своими сольными проектами.

## История группы

### Первые годы существования (1990—1993)
Создать собственную группу Ричард Эшкрофт решил ещё будучи студентом колледжа. В стартовом составе Verve (тогда группа называлась именно Verve — без артикля The) его интересы разделяли его товарищи по школе — басист Саймон Джонс (Simon Jones) и барабанщик Питер Солсбери (Peter Salisbury). Последним присоединился к группе гитарист Ник Маккейб (Nick McCabe), тоже студент колледжа.
Дебютный сингл «All in the Mind» появился в марте 1992 года. Он положил начало серии релизов, оригинально оформленных дизайнером Брайаном Кэнноном (Brian Cannon) и уверенно покорявших независимые чарты. В них все было необычно — начиная от волшебной музыки, с её океаническим разливом гитар, и заканчивая рисунками на обложках дисков. Когда вышли синглы «She’s a Superstar» (записанная в бассейне оксфордской студии «The Manor») и «Gravity Grave», стало понятно, что в лице Verve в рок-музыку пришла своеобразная команда со специфическим отношением к звуку. Наиболее привлекательными элементами их песен был сильный, порывистый вокал Ричарда Эшкрофта и резонирующая соло-гитара Ника Маккейба.

### A Storm in Heaven(1993—1994)
В мае 1993 года команда отправилась в первое концертное путешествие по Америке на разогреве у The Black Crowes, а на родине в это время вышел очередной сингл «Blue». Хотя эту амбициозную запись вскоре стали называть психоделической классикой 90-х, но на руководство поп-радиостанций это не произвело впечатления. Достаточно вялая раскрутка диска в радиоэфире не способствовала росту продаж. Да и сами музыканты были слишком озабочены собственным видением музыки, слишком углублены в свои идеи, чтобы сразу включиться в машину шоу-бизнеса.
В том же году группа выступила на фестивале Гластонбери.

### Формирование современного названия (1994)
Летом 1994 года Verve получили новое приглашение в Соединённые Штаты — на малую сцену фестиваля Lollapalooza. Тур в рамках фестиваля вылился в череду скандалов и неприятностей. Барабанщик Питер Солсбери был арестован в Канзасе за то, что разгромил свой номер в гостинице, а Эшкрофт попал в больницу в результате сильнейшего обезвоживания организма в результате злоупотребления алкоголем и экстази. Ещё один сюрприз приготовил британцам один из американских джазовых лейблов — под угрозой суда от них потребовали официального изменения названия, поскольку группа Verve в Америке уже имелась. Тогда-то в названии команды и появился артикль The.

### A Northern Soulи первый распад (1995)
В 1995 году The Verve приступили к сессиям своего второго альбома A Northern Soul. Обстановка в команде давно внушала опасения, в определенном смысле эта запись была соломинкой, за которую хватались утопающие. Создавался диск не в лучших условиях. Как признавались сами участники, экстази и героин не переводились во время студийных сессий. Основная часть работы прошла в Уэльсе, а последние штрихи были сделаны в знаменитой студии Abbey Road под опекой продюсера Оуэна Морриса. Неординарная в творческом отношении, а потому, наверное, и недооценённая, эта работа была встречена скептически — и прессой, и меломанами. Три сингла, предварявшие выход альбома, «This Is Music», «On Your Own» и «History», отметились в британском Тор 40, но этим их достижения и исчерпались. The Verve снова делали акцент на традиционном психоделическом саунде, насытив его энергией молодости и бурлящими эмоциями, спиральными пассажами гитары и шаманским вокалом. Ричард Эшкрофт описывал A Northern Soul как исследование души, «переживающей опыт боли, восторга, потерь, романтики, любви и ещё массы чувств, которые переплавились в этих песнях».
The Verve успели отлично выступить на фестивале T in the Park в Глазго, а затем, после череды негативных отзывов в прессе и все такой же вялой коммерческой отдачи, Эшкрофт решил расстаться со своей командой.

### Воссоединение,Urban Hymnsи второй распад (1996—1999)
Хотя одинокие блуждания фронтмена продлились всего несколько недель и он благополучно вернулся к товарищам, за это время группа успела попрощаться с гитаристом Ником Маккейбом. Он возвращаться как раз не спешил, и его место занял гитарист и клавишник Саймон Тонг (Simon Tong), школьный товарищ музыкантов. Маккейб передумал, только когда The Verve начали репетировать новый материал для будущего лонг-плея. Свой кульминационный альбом Urban Hymns (1997 год) музыканты записывали впятером. Стандарт рок-саунда для второй половины 90-х создавался под опекой продюсера Криса Поттера (Chris Potter), но и сама группа приложила к аранжировкам и сведению записи все силы. Основную часть материала составили композиции, написанные фронтменом для своего гипотетического сольного проекта, которым он так и не решился заняться. Тем не менее, LP Urban Hymns звучал слаженно и цельно, как работа единого коллектива, которому удалось создать грандиозные акустические пейзажи и, опираясь на старые рок-традиции, звучать вполне актуально.
Первый удар по меломанам нанес промосингл «Bitter Sweet Symphony». Композиция стала горячим хитом лета 1997 года. Она стартовала в британском хит-параде со второй строки и три месяца не покидала поп-чарта. Интерес к команде несказанно вырос после блестящего выступления The Verve (уже как хедлайнеров) на фестивале в Рединге, так что новый сингл с этого же альбома, «The Drugs Don’t Work», стал первым хитом номер один The Verve в Великобритании. Изданный осенью 97 года лонг-плей Urban Hymns стал одним из наиболее быстро раскупаемых альбомов в истории британской музыки и в настоящий момент имеет 10-кратно платиновый статус.
Только теперь группой The Verve по-настоящему заинтересовались в Соединённых Штатах. Композиция «Bitter Sweet Symphony» в 1998 году отметилась в многочисленных американских чартах, финишировав на 12 строке рейтинга Billboard Hot 100. Благодаря хорошей раскрутке на радио, альбом Urban Hymns поднялся на 23 строку чарта США, а в Канаде вошёл в Тор 20. После издания Urban Hymns The Verve автоматически вошли в число самых популярных британских рок-групп в мире. Но это не избавило команду от проблем. По иронии судьбы, очередное судебное разбирательство было связано с самым громким хитом в карьере команды. Компания ABKCO Music, контролирующая бэк-каталог Rolling Stones, добилась через суд, чтобы все права на публикацию песни «Bitter Sweet Symphony» принадлежали ей. Музыкантам эта песня не принесла ни копейки.
Несмотря на успех и явственное ощущение огромных перспектив, которые открываются перед командой, настроение музыкантов было не самым радужным. Они успешно прокатились с концертами по США (билеты раскупались заранее с завидной скоростью) и завершили большое турне по Великобритании.
Однако в разгар нового американского гастрольного тура в 1998 году, после драки с Эшкрофтом, из группы ушёл Маккейб. Это был последний удар, от которого команда фактически уже не оправилась. После нескольких месяцев смутных слухов и неопределённости в начале 1999 года The Verve официально объявили о своём роспуске. «Решение распустить группу лично мне досталось нелегко, — прокомментировал ситуацию Ричард Эшкрофт. — Я отдавал команде все свои силы и ничего не собирался менять, но обстоятельства сложились так, что это стало невозможно. И всё-таки я рад, что решение наконец принято, что я могу двигаться дальше, с новой энергией писать новые песни и готовить новый альбом».

### Второе воссоединение,Forthи третий распад (2007—2009)
2 октября 2007 года на главной странице официального сайта группы появились сообщение, что неделей ранее в Лондоне Ричард, Ник, Саймон и Пит снова начали вместе записываться. Также давался список их ближайших выступлений: 2 и 3 ноября в «Glasgow Academy», 5 и 6 ноября в «Blackpool Empress Ballroom» и 8 и 9 ноября в «London Roundhouse». И именно в «Glasgow Academy» 2 ноября 2007 года группа «The Verve» сыграла свой первый за 9 лет после распада группы концерт. Состав рок-команды не изменился — Ричард Эшкрофт, Ник Маккейб, Саймон Джонс и Пит Солсбери. Полуторачасовой сет-лист The Verve состоял из 17-ти треков, среди этих композиций присутствовали как классические хиты «Bitter Sweet Symphony» и «The Drugs Don’t Work», так и раритетные песни «This Is Music» и «Let The Damage Begin». О причине нового воссоединения можно процитировать самих The Verve: «Мы собираемся вместе, чтобы снова ощутить ту радость, что приносит музыка».
С 26 по 28 июня 2008 года в Британии прошёл ежегодный музыкальный фестиваль «Гластонбери». Хедлайнерам выступили Jay-Z, Эми Уайнхаус, Леонард Коэн и The Verve. По словам Lenta.ru, который, в свою очередь, ссылается на агентство France Presse, более половины из 137.5 тыс. билетов на фестиваль были проданы уже в первый день продаж, 5 октября.
25 августа 2008 года вышел четвёртый студийный альбом Forth. По словам журнала «Rolling Stone» музыканты записали «…альбом совершенно классических рок-баллад и добавили в них щепоть „экспериментальщины“, чтобы показать, что держат нос по ветру».
13 августа 2009 года в журнале «Rolling Stone» появилась статья об очередных разногласиях между музыкантами The Verve. По словам этого авторитетного издания, фронтмен команды Ричард Эшкрофт совсем не общался с остальными членами своего рок-коллектива после V Festival, прошедшего в августе 2008 года. В том же номере журнала говорится о группе «The Black Ships», созданной Ником Маккейбом и Саймоном Джонсом, а также барабанщиком Мигом Шиллэйсом и скрипачом из Goldfrapp Дэвидом Росси. Группа уже приступила к записи материала для своей дебютной пластинки.
В январе 2010 г. Ричард Эшкрофт в интервью журналу New Musical Express, сообщил о создании своей новой группы, получившей название United Nations of Sound. Выпуск дебютного альбома под названием Redemption, по словам Эшкрофта, запланирован на конец марта 2010 года.
В 2016 году началось масштабное переиздание каталога группы.

## Участники
- Ричард Эшкрофт (Richard Ashcroft) — Вокал, ритм-гитара, акустическая гитара, клавишные, перкуссия, бас (1990—1995, 1996—1999, 2007—2009)
- Ник Маккейб (Nick McCabe) — Гитара, бас, пианино, клавишные, аккордеон (1990—1995 1997—1998, 2007—2009)
- Саймон Джонс (Simon Jones) — Бас-гитара, клавишные (1990—1995, 1996—1999, 2007—2009)
- Питер Солсбери (Peter Salisbury) — Ударные (1990—1995, 1996—1999, 2007—2009)
- Саймон Тонг (Simon Tong) — Гитара, клавишные (1996—1999)

## Дискография
Студийные альбомы 
- 1993 — A Storm in Heaven
- 1995 — A Northern Soul
- 1997 — Urban Hymns
- 2008 — Forth